# Verwaltungsgliederung der Republik Burjatien

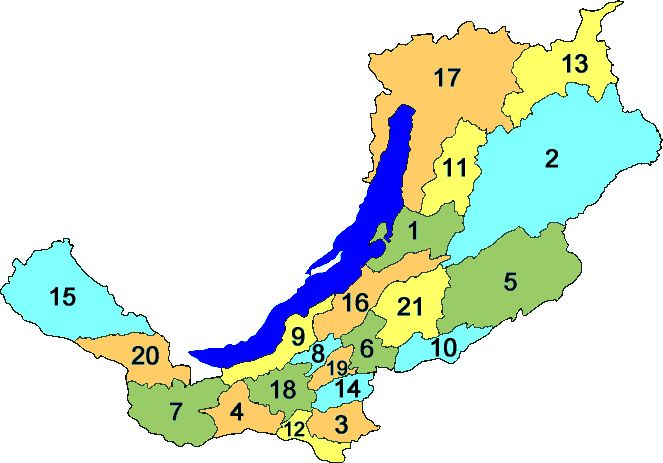
Karte der Verwaltungsgliederung (nur Rajons, Nummern in der ersten Tabellenspalte)

Die Republik Burjatien im Föderationskreis Sibirien der Russischen Föderation gliedert sich in 21 Rajons und 2 Stadtkreise (Stand 2014).
Die Rajons unterteilen sich in insgesamt 18 Stadtgemeinden (gorodskoje posselenije) und 252 Landgemeinden (selskoje posselenije).

## Stadtkreise
| Nr. | Stadtkreis     | Einwohner | Fläche (km²) | Bevölkerungs- dichte (Ew./km²) |
| --- | -------------- | --------- | ------------ | ------------------------------ |
| I   | Sewerobaikalsk | 24.929    | 110,54       | 226                            |
| II  | Ulan-Ude       | 404.426   | 365,03       | 1.108                          |

Beide Stadtkreise umfassen jeweils nur eine Ortschaft, die namensgebende Stadt. Der Stadtkreis Sewerobaikalsk liegt umgeben von Territorium des Sewero-Baikalski rajon (Nummer 17 in der Karte) am nordwestlichen Ufer des Baikalsees. Der Stadtkreis der Republikhauptstadt Ulan-Ude erstreckt sich zwischen Iwolginski (8) und Saigrajewski rajon (6).

## Rajons
| [ 4 ] | Rajon            | Einwohner | Fläche (km²) | Bevölkerungs- dichte (Ew./km²) | Stadt- bevölkerung | Land- bevölkerung | Verwaltungssitz   | Gemeindesitze | Anzahl Stadtgemeinden | Anzahl Landgemeinden |
| ----- | ---------------- | --------- | ------------ | ------------------------------ | ------------------ | ----------------- | ----------------- | --- | --------------------- | -------------------- |
| 1     | Bargusinski      | 23.598    | 18.553       | 1,3                            | 7.173              | 16.425            | Bargusin          | Stadt: Ust-Bargusin Land: Adamowo, Bajangol, Bargusin, Chilgana, Jubileiny, Suwo, Tschitkan, Uljun, Uro | 1                     | 9                    |
| 2     | Bauntowski       | 9.667     | 66.816       | 0,1                            |                    | 9.667             | Bagdarin          | Land: Bagdarin, Mongoi, Romanowka, Rossoschino, Sewerny, Uakit, Ust-Dschilinda, Warwarinski, Zipikan |                       | 9                    |
| 3     | Bitschurski      | 25.352    | 6.201        | 4,1                            |                    | 25.352            | Bitschura         | Land: Biljutai, Bitschura, Bui, Choncholoi, Dunda-Kiret, Jelan, Maly Kunalei, Nowosretenka, Okino-Kljutschi, Petropawlowka, Posselje, Potanino, Schanaga, Schibertui, Sredni Charlun, Topka, Werchni Mangirtui                                                                  |                       | 17                   |
| 21    | Chorinski        | 18.467    | 13.431       | 1,4                            |                    | 18.467            | Chorinsk          | Land: Chandagai, Chassurta, Chorinsk, Georgijewskoje, Kulski Stanok, Oninoborsk, Sannomysk, Tegda, Tochorjukta, Udinsk, Werchnije Talzy |                       | 11                   |
| 4     | Dschidinski      | 29.352    | 8.627        | 3,4                            | 5.393              | 23.959            | Petropawlowka     | Stadt: Dschida Land: Alzak, Armak, Beloosjorsk, Borgoi, Bozi, Bulyk, Dede-Itschotui, Dodo-Itschotui, Dyrestui, Gegetui, Insagatui, Jonchor, Naryn, Nischni Burgaltai, Nischni Torei, Ojor, Petropawlowka, Scheltura, Werchni Burgaltai, Werchni Torei, Zagatui                  | 1                     | 21                   |
| 8     | Iwolginski       | 37.983    | 2.660        | 14                             |                    | 37.983            | Iwolginsk         | Land: Churamscha, Gurulba, Iwolginsk, Nischnjaja Iwolga, Orongoi, Sotnikowo |                       | 6                    |
| 5     | Jerawninski      | 18.705    | 25.600       | 0,7                            |                    | 18.705            | Sosnowo-Oserskoje | Land: Gonda, Gunda, Issinga, Komsomolskoje, Moschaika, Osjorny, Schiringa, Sosnowo-Oserskoje, Telemba, Tuldun, Tuschinka, Uldurga, Ust-Egita, Zelinny |                       | 14                   |
| 9     | Kabanski         | 59.883    | 13.537,13    | 4,4                            | 27.501             | 32.382            | Kabansk           | Stadt: Babuschkin, Kamensk, Selenginsk, Tanchoi Land: Bolschaja Retschka, Bolschoje Kolessowo, Kabansk, Kljujewka, Korsakowo, Krasny Jar, Kudara, Oimur, Possolskoje, Ranschurowo, Schergino, Schigajewo, Suchaja, Treskowo, Wydrino                                            | 4                     | 15                   |
| 10    | Kischinginski    | 16.509    | 7.871        | 2,1                            |                    | 16.509            | Kischinga         | Land: Edermeg, Kischinga, Mogsochon, Nowokischinginsk, Sagustai, Sulchara, Tschessan, Ulsyte, Ust-Orot |                       | 9                    |
| 12    | Kjachtinski      | 39.785    | 4.684        | 8,5                            | 23.433             | 16.352            | Kjachta           | Stadt: Kjachta, Nauschki Land: Ara-Alzagat, Bolschoi Lug, Choronchoi, Kudara-Somon, Murotschi, Oktjabrski, Scharagol, Subuktui, Tamir, Tschikoi, Ulady, Ungurkui, Ust-Dungui, Ust-Kiran, Ust-Kjachta                                                                            | 2                     | 15                   |
| 11    | Kurumkanski      | 15.007    | 12.491,36    | 1,2                            |                    | 15.007            | Kurumkan          | Land: Alla, Argada, Arsgun, Baragchan, Elessun, Kurumkan, Maiski, Mogoito, Sachuli, Uljunchan |                       | 10                   |
| 14    | Muchorschibirski | 24.969    | 4.539        | 5,5                            |                    | 24.969            | Muchorschibir     | Land: Bar, Bom, Charaschibir, Choncholoi, Choschun-Usur, Kalinowka, Kussoty, Muchorschibir, Narsata, Nikolsk, Nowy Sagan, Podlopatki, Sagan-Nur, Scharaldai, Tugnui, Zolga |                       | 16                   |
| 13    | Muiski           | 13.142    | 25.164,09    | 0,5                            | 11.636             | 1.506             | Taksimo           | Stadt: Seweromuisk, Taksimo Land: Ust-Muja | 2                     | 1                    |
| 15    | Okinski          | 5.353     | 26.594,03    | 0,2                            |                    | 5.353             | Orlik             | Land: Chuschir, Orlik, Sajany, Sorok |                       | 4                    |
| 16    | Pribaikalski     | 26.856    | 15.472       | 1,7                            |                    | 26.856            | Turuntajewo       | Land: Gremjatschinsk, Iljinka, Koma, Mostowka, Nesterowo, Syrjansk, Talowka, Tataurowo, Turka, Turuntajewo |                       | 10                   |
| 6     | Saigrajewski     | 49.975    | 6.602,42     | 7,6                            | 16.275             | 33.700            | Saigrajewo        | Stadt: Onochoi, Saigrajewo Land: Erchirik, Gorchon, Ilka, Naryn-Azagat, Nischnije Talzy, Nowaja Brjan, Nowaja Kurba, Nowoiljinsk, Perwomajewka, Schabur, Staraja Brjan, Stary Onochoi, Taschelan, Tatarski Kljutsch, Tschelutai (24 km), Tschelutai (3 km), Unegetei, Ust-Brjan | 2                     | 18                   |
| 7     | Sakamenski       | 28.453    | 15.344,55    | 1,9                            | 11.524             | 16.929            | Sakamensk         | Stadt: Sakamensk Land: Bajangol, Bortoi, Burgui, Chamnei, Charazai, Choltosson, Churtaga, Chuschir, Dalachai, Dutulur, Jeche-Zakir, Jengorboi, Michailowka, Myla, Nurta, Sanaga, Schara-Asarga, Ulektschin, Ulentui, Ust-Burgaltai, Utata, Zagan-Morin, Zakir                   | 1                     | 23                   |
| 18    | Selenginski      | 46.427    | 8.259,33     | 5,6                            | 24.582             | 21.845            | Gussinoosjorsk    | Stadt: Gussinoosjorsk Land: Baraty, Chargana, Dede-Sutoi, Gussinoje Osero, Jeche-Zagan, Nowoselenginsk, Nur-Tuchum, Schargalanta, Selenduma, Surgan-Debe, Tajoschny, Taschir, Temnik, Tochoi                                                                                    | 1                     | 14                   |
| 17    | Sewero-Baikalski | 14.035    | 54.000       | 0,3                            | 10.760             | 3.275             | Nischneangarsk    | Stadt: Jantschukan, Kitschera, Nischneangarsk, Nowy Uojan Land: Angoja, Baikalskoje, Cholodnaja, Kumora, Uojan, Werchnjaja Saimka | 4                     | 6                    |
| 19    | Tarbagataiski    | 16.476    | 3.304,03     | 5                              |                    | 16.476            | Tarbagatai        | Land: Barykino, Bolschoi Kunalei, Dessjatnikowo, Kuitun, Nikolajewski, Nischni Sajantui, Nischni Schirim, Solonzy, Tarbagatai, Werchni Schirim |                       | 10                   |
| 20    | Tunkinski        | 22.672    | 11.791,62    | 1,9                            |                    | 22.672            | Kyren             | Land: Arschan, Charbjaty, Choito-Gol, Churai-Chobok, Chuschiry, Dalachai, Galbai, Kyren, Mondy, Schemtschug, Sun-Murino, Tory, Tunka, Turan |                       | 14                   |

Der größte Teil der Fläche der Rajons Bargusinski, Bauntowski, Chorinski, Pribaikalski und Sewero-Baikalski (jeweils über 95 %) werden von gemeindefreiem Territorium (meschselennaja territorija) eingenommen, ebenso etwa 77 % des Jerawninski rajon und bedeutende Teile (etwa 7 bis 35 %) der Rajons Bitschurski, Iwolginski, Kjachtinski und Muchorschibirski. Auf diesen Territorien gibt es keine Ortschaften und ständigen Bewohner. In der Tabelle sind die Flächen dieser Rajons in ganzen Zahlen, einschließlich gemeindefreier Territorien angegeben.